# غان دي
غان دي (باللغة الصينية 甘德) فلكي صيني ولد في القرن الرابع قبل الميلاد في ولاية كيي ويعتقد أنه مع شي شين كان أوئل من وضع تصنيف للنجوم في التاريخ ولم يسبقهما سوى كتاب بابلي في تصنيفات النجوم ومؤلفه مجهول. أما ثالث التصنيفات فقد كان تصنيف أبرخش اليوناني.

## رصده
قام غان دي بتسجيل تفاصيل رصده للمشتري. ووصف الكوكب بأنه كبير جداً ومتألق. كما ذكر بأنه توجد نجمة حمراء صغيرة بجانب المشتري، وقد علق على ذلك عالم التاريخ كسي زيزونغ أن غان رصد القمر غانيميد بالعين المجردة في صيف سنة 365 قبل الميلاد، وبذلك إذا صح ذلك فإنه سيكون قد اكتشف قمر للمشتري قبل غاليلو بكثير.